# KSEG
KSEG — свободная (GPL) программа которая даёт возможность создавать «живые чертежи» в планиметрии, в частности, для построений с помощью циркуля и линейки.
KSEG также удобно использовать для построения качественных диаграмм.
Программа написана Ильёй Бараном и рассчитана в основном на UNIX-подобные операционные системы, в частности работает на Mac OS X и FreeBSD должна работать везде где поддерживается Qt, существует также вариант под Microsoft Windows.
Начиная с версии 0.402 полностью поддерживает русский язык.
Среди подобных программ, KSEG отличается очень удобным интерфейсом и быстротой.
В настоящее время программа активно не разрабатывается.